# Gaspar Arias Dávila
Gaspar Arias Dávila (Segovia, Corona de Castilla c. 1490 - Santiago de Guatemala junio de 1543) fue un militar español que participó en la conquista del Imperio azteca y de los actuales territorios de Guatemala y El Salvador; y que se desempeñó como justicia mayor y teniente de gobernador en la provincia de San Salvador, como alcalde ordinario (en varias ocasiones) y regidor perpetuo del cabildo de Santiago de Guatemala.

## Biografía
Gaspar Arias Dávila y González de la Hoz y Furtado de Mendoza nació en la ciudad de Segovia por el año de 1490, como hijo de Gómez González de la Hoz y de Isabel Arias Dávila.
En su juventud se embarcaría hacia Cuba , donde se enrolaría en la expedición de Hernán Cortés que culminaría en la conquista del Imperio azteca, posteriormente participaría en las campañas conquistadoras que llevó a cabo Pedro de Alvarado en territorio de las actuales Guatemala y El Salvador, y sería uno de los primeros vecinos de Santiago de Guatemala .
En 1526 formó parte de la expedición que realizó Pedro de Alvarado a Choluteca en su intento de reunirse con Cortés; desde Choluteca partiría en barco hacia Ciudad de Panamá para conversar con su primo el gobernador de Castilla del Oro Pedrarías Dávila, posteriormente regresaría a Guatemala.
El 19 de marzo de 1528 el teniente de gobernador de Guatemala Jorge de Alvarado lo nombró alcalde ordinario de Santiago de Guatemala (en ese entonces ubicada en lo que hoy es el municipio guatemalteco de Ciudad Vieja). El 27 de septiembre de ese mismo año, en consideración por sus servicios prestados a la monarquía hispánica, el cabildo guatemalteco le otorgó título de propiedad de solar y tierras de cultivo.
El 25 de enero de 1529 fue nuevamente nombrado como alcalde ordinario del cabildo guatemalteco. Posteriormente el 22 de abril de ese año Jorge de Alvarado lo designó como justicia mayor y teniente de gobernador de la provincia de San Salvador; en donde enfrentaría una pequeña sublevación en las poblaciones de Mazagua (actual Santa Catarina Masahuat) y Naotzalco (actual Nahuizalco).
Pará mediados de julio de 1529 estaría de regreso en Santiago de Guatemala y retomaría su cargo como alcalde ordinario para poco después partir a la conquista del señorío de Uspantán; debido a ello, el 16 de agosto de ese 
año, el visitador y encargado de la gobernación de Guatemala Francisco de Orduña decidió  nombrar nuevos alcaldes ordinarios;  a mediados de septiembre Dávila pediría infructuosamente a Orduño que le devolviese el cargo.
Dávila contraería matrimonio con Juana de Pobrete y engendraría una hija, además tendría por encomiendas las poblaciones de Siquinalá , Cotzumalguapa, Suchitepéquez, Momostenango y San Juan Nagualapa. En el año de 1533 volvió a desempeñar el cargo de alcalde ordinario; debido a ver ejercido dicho puesto en varias ocasiones, la corona española le nombró regidor perpetuo del cabildo guatemalteco.
En sus últimos años Dávila donó mil ducados a los frailes encargados de la construcción del convento de San Francisco. Gaspar Arias Dávila fallecería en junio de 1543.